# The Watcher (sèrie de televisió)
The Watcher és una sèrie de televisió de thriller de misteri estatunidenca creada per Ryan Murphy i Ian Brennan per a Netflix. Es va estrenar el 13 d'octubre de 2022. Està basaDA en un article de 2018 de Reeves Wiedeman per al lloc web de la revista New York, "The Cut".

## Sinopsi
La sèrie segueix una parella casada que, després de traslladar-se a la casa dels seus somnis en una versió fictícia de Westfield, Nova Jersey, són assetjades per unes lletres esgarrifoses signades per un assetjador que rep el pseudònim de "The Watcher".

## Repartiment i personatges

### Principals
- Naomi Watts com a Nora Miller Brannock
- Bobby Cannavale com a Dean Brannock
- Mia Farrow com a Pearl Winslow
- Noma Dumezweni com a Theodora Birch
- Joe Mantello com a William "Bill" Webster / John Graff
- Richard Kind com a Mitch
- Terry Kinney com a Jasper Winslow
- Henry Hunter Hall com a Dakota
- Isabel Gravitt com a Eleanor "Ellie" Brannock
- Luke David Blumm com a Carter Brannock
- Margo Martindale com a Maureen "Mo"
- Jennifer Coolidge com a Karen Calhoun
- Christopher McDonald com a Det. Rourke Chamberland

### Recurrents
- Michael Nouri com a Roger Kaplan
- Danny Garcia com a Steve
- Seth Gabel com a Andrew Pierce
- Susan Merson com a Tammy
- Seth Barrish com a Jack
- Michael esdevé com a Christopher
- Stephanie Kurtzuba com a Helen Graff
- Matthew Del Negre com a Darren Dunn
- Jeffrey Brooks com a oficial de policia
- Patricia Black com a Marjorie
- Kate Skinner com a Patrícia "Trish"
- Anthony Bowden com a Roger jove
- Pamela Dunlap com a Carol Flanagan
- Brittany Bradford com a Nina
- Jeff Hiller com al terapista